# Hâte levée
 (octobre 2024).
L'hâte levée (et non la hâte levée[réf. nécessaire]) est une spécialité culinaire du Hainaut, en Belgique. Il s'agit d'un morceau de porc gras braisé, replié sur lui-même de manière à former un cylindre, épicé et aromatisé au clou de girofle. Il est maintenu dans un filet lors de la cuisson ce qui laisse des marques sur la surface. Il est possible de le déguster avec du pain ou des frites.